# E10号線
E10号線（E10ごうせん）は欧州自動車道路のAクラス幹線道路。Aクラスの主要道路としては2番目に短い。ノルウェーのオーからスウェーデンのルレオまでを結ぶ。長さは880km、ノルウェーの部分はオーラヴ5世道路とも呼ばれる。

## 経路
オー、レクネス、スボルベル、Gullesfjordbotn、エヴェネス、ビェルクビク、キルナ、Töre、ルレオ等を経由する。
道の多くは舗装された2車線である。スウェーデン側では90km/h-110km/hの制限速度であり、道幅は7-8mで重車両も問題なくすれ違うことができる。ノルウェー側ではスウェーデン側に比べ道が曲がりくねっており、幅は6-7m、多くは速度制限は80km/hである。
過去15年間の新設・更新部は7.5m幅で作られたが、幾つかの場所ではかなり狭いまま残っている。6m幅の場所では重車両のすれ違いには狭い。オー近くの50km程度では6mより狭く、5mの場所も存在する。バスやキャンピングトレーラーは運転を避けるべきであるが、にもかかわらずこういった車両も通行している。
1992年からE10の名前とされた。1985年以前はE10号線はパリ - ブリュッセル - アムステルダム - フローニンゲンを走る道の名前として利用されていた。ノルウェーのナルヴィクとスウェーデンのキルナ間の道は1984年に完成し、それ以前は2都市間を直接結ぶ道が存在せず、鉄路で1日に3回の旅客列車で移動するか、フィンランドを通した大規模な迂回を行うかであった。2007年、フィスケボールとGullesfjordbotnを結ぶロフォーテン本土接続道路の完成で、ロフォーテン近郊の道の迂回部が30kmほど短絡し、フェリーサービスがE10号線でバイパスされることになった。2007年にはE10号線は18のトンネル部がありそのすべてがノルウェーに存在する。

## ギャラリー

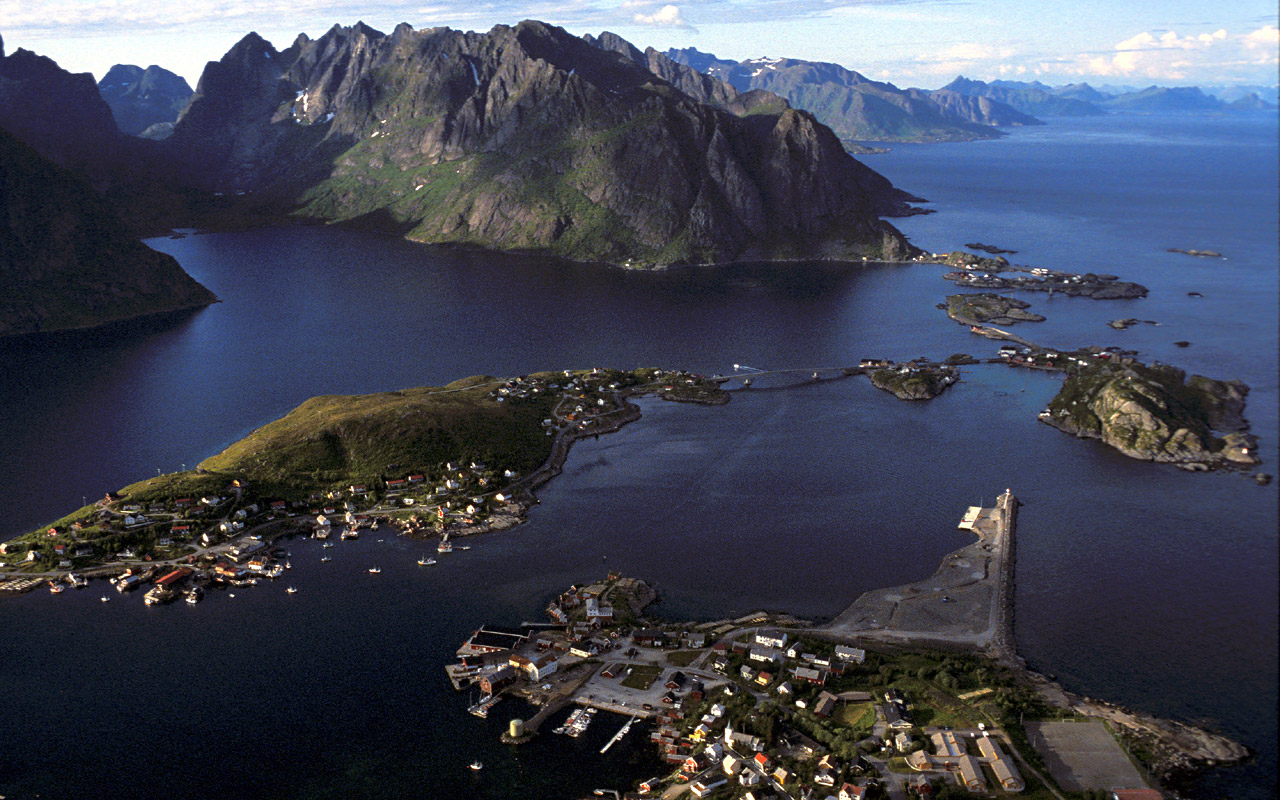
ロフォーテン諸島、オー近郊レイネ（英語版）の景色。島の間にかかる橋がE10号線。
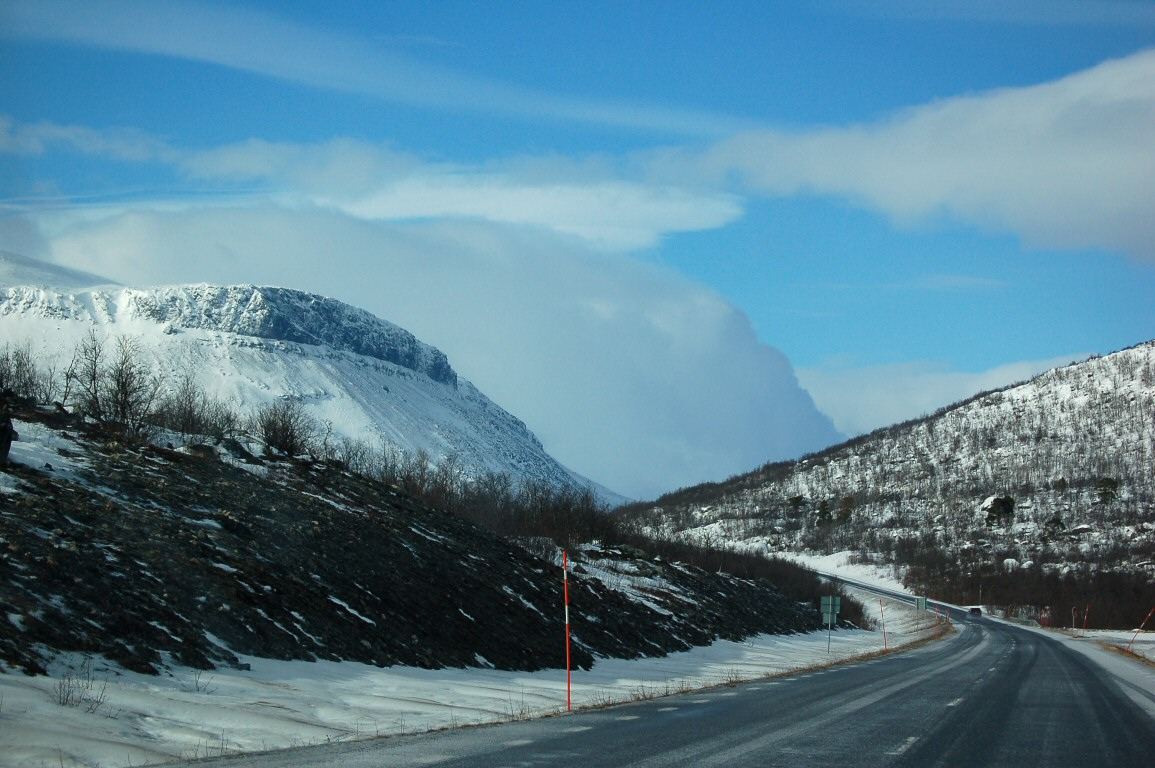
スウェーデンキルナ市（英語版）、Abisko近郊の風景
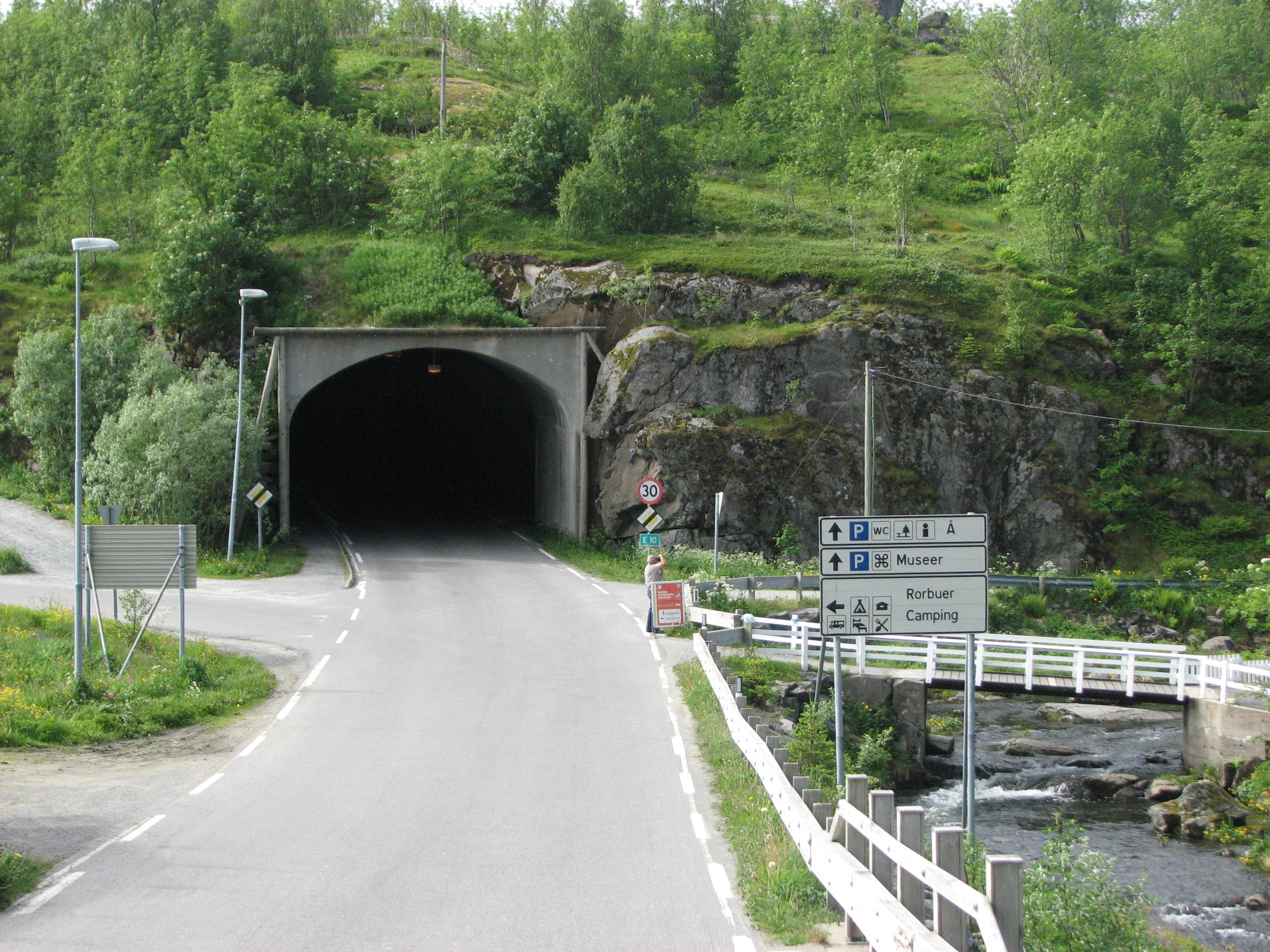
オー付近の終端部
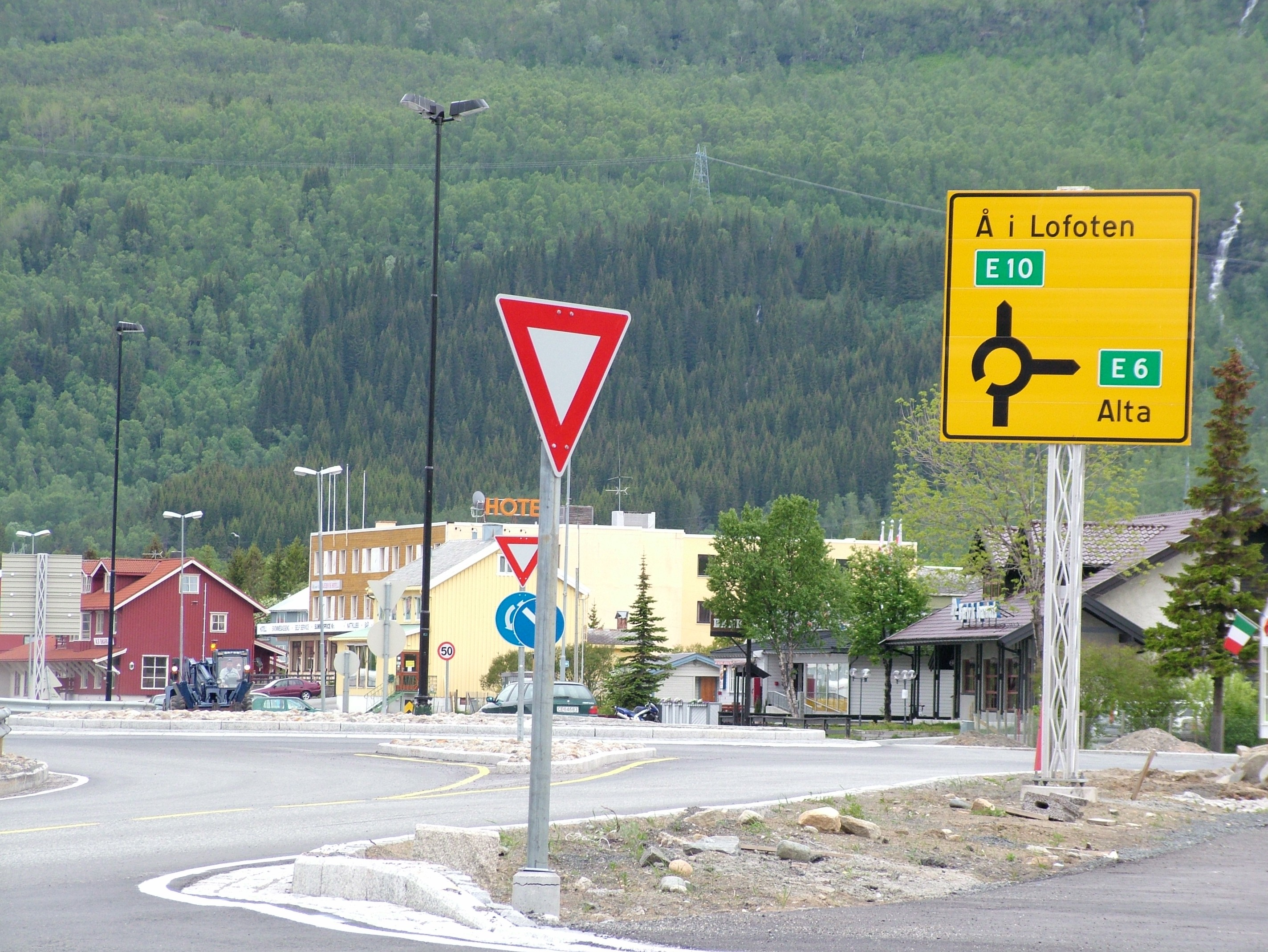
ビェルクビクのE6とE10のラウンドアバウトジャンクション